# IT-Center Dortmund
Die IT-Center Dortmund GmbH (kurz: ITC) ist eine private Bildungseinrichtung in Dortmund. Sie wurde im Jahr 2000 mit Unterstützung des Bundeslandes Nordrhein-Westfalen, der Universität Dortmund, der Fachhochschule Dortmund und der Stadt Dortmund selbst gegründet. Das ITC bietet ausschließlich Studiengänge der Informatik an. 
Der Abschluss „Bachelor of Science IT- und Softwaresysteme“ wird nach 7 Semestern von der Fachhochschule Dortmund verliehen.
Gesellschafter der IT-Center Dortmund GmbH sind die International School of Management Dortmund, die Fachhochschule Dortmund, die Industrie- und Handelskammer zu Dortmund und der Unternehmensverband IT-Club Dortmund e. V.